# Episodi di Le leggendarie imprese di Wyatt Earp (terza stagione)
La terza stagione della serie televisiva Le leggendarie imprese di Wyatt Earp è andata in onda negli Stati Uniti dal 17 settembre 1957 al 10 giugno 1958 sulla ABC.
| nº | Titolo originale                    | Prima TV USA      | Titolo italiano | Prima TV Italia |
| -- | ----------------------------------- | ----------------- | --------------- | --------------- |
| 1  | Call Me Your Honor                  | 17 settembre 1957 |                 |                 |
| 2  | The Big Bellyache                   | 24 settembre 1957 |                 |                 |
| 3  | Pinkytown                           | 1º ottobre 1957   |                 |                 |
| 4  | Shoot to Kill                       | 8 ottobre 1957    |                 |                 |
| 5  | Wells Fargo vs. Doc Holliday        | 15 ottobre 1957   |                 |                 |
| 6  | Warpath                             | 22 ottobre 1957   |                 |                 |
| 7  | Hung Jury                           | 29 ottobre 1957   |                 |                 |
| 8  | Little Pistol                       | 5 novembre 1957   |                 |                 |
| 9  | The Magic Puddle                    | 12 novembre 1957  |                 |                 |
| 10 | Mr. Buntline's Vacation             | 19 novembre 1957  |                 |                 |
| 11 | Fortitude                           | 26 novembre 1957  |                 |                 |
| 12 | The Good and Perfect Gift           | 3 dicembre 1957   |                 |                 |
| 13 | Indian Wife                         | 10 dicembre 1957  |                 |                 |
| 14 | Woman Trouble                       | 17 dicembre 1957  |                 |                 |
| 15 | Shadow of a Man                     | 24 dicembre 1957  |                 |                 |
| 16 | Bad Woman                           | 31 dicembre 1957  |                 |                 |
| 17 | One-Man Army                        | 7 gennaio 1958    |                 |                 |
| 18 | The General's Lady                  | 14 gennaio 1958   |                 |                 |
| 19 | The Manly Art                       | 21 gennaio 1958   |                 |                 |
| 20 | Sweet Revenge                       | 28 gennaio 1958   |                 |                 |
| 21 | The Imitation Jesse James           | 4 febbraio 1958   |                 |                 |
| 22 | The Kansas Lily                     | 11 febbraio 1958  |                 |                 |
| 23 | Wyatt Earp Rides Shotgun            | 18 febbraio 1958  |                 |                 |
| 24 | Wyatt Fights                        | 25 febbraio 1958  |                 |                 |
| 25 | Ballad and Truth                    | 4 marzo 1958      |                 |                 |
| 26 | The Schoolteacher                   | 11 marzo 1958     |                 |                 |
| 27 | When Sherman Marched Through Kansas | 18 marzo 1958     |                 |                 |
| 28 | Big Brother Virgil                  | 25 marzo 1958     |                 |                 |
| 29 | It Had to Happen                    | 1º aprile 1958    |                 |                 |
| 30 | County Seat War                     | 8 aprile 1958     |                 |                 |
| 31 | One                                 | 15 aprile 1958    |                 |                 |
| 32 | The Underdog                        | 22 aprile 1958    |                 |                 |
| 33 | Two                                 | 29 aprile 1958    |                 |                 |
| 34 | Doc Holliday Rewrites History       | 6 maggio 1958     |                 |                 |
| 35 | Three                               | 13 maggio 1958    |                 |                 |
| 36 | Dig a Grave for Ben Thompson        | 20 maggio 1958    |                 |                 |
| 37 | Four                                | 27 maggio 1958    |                 |                 |
| 38 | The Frame-Up                        | 3 giugno 1958     |                 |                 |
| 39 | My Husband                          | 10 giugno 1958    |                 |                 |

## Call Me Your Honor
- Prima televisiva: 17 settembre 1957

### Trama
- Guest star: Paul Brinegar (sindaco Kelley), Damian O'Flynn (giudice Tobin), Ralph Sanford (Slip Madigan), Rex Lease (Hoke Smith), Archie Butler (cowboy), Bill Coontz (cittadino), Steve Dunhill (Marshal Dave Durrell), Robert Hinkle (cowboy), Michael Jeffers (cittadino), Ethan Laidlaw (cittadino), Philo McCullough (Committee Member), Fred McDougall (cittadino), Jimmy Noel (cittadino), Tex Palmer (cittadino), Earl Parker (cowboy), Jack Parker (cittadino), 'Snub' Pollard (cittadino), Buddy Roosevelt (cittadino), Phil Schumacher (cittadino), Jerry Sheldon (Madigan Supporter), Tom Steele (cowboy), Jack Tornek (Committee Member)

## The Big Bellyache
- Prima televisiva: 24 settembre 1957

### Trama
- Guest star: Douglas Fowley (Doc Fabrique), Roy Roberts (Shanghai Pierce), Darlene Fields (Tessie), Kay E. Kuter (Trask), Dale Van Sickel (Durango), Bill Coontz (Pierce Cowhand), Ethan Laidlaw (Pierce Cowhand), Jimmy Noel (Pierce Cowhand), Earl Parker (cittadino), Phil Schumacher (Pierce Cowhand)

## Pinkytown
- Prima televisiva: 1º ottobre 1957

### Trama
- Guest star: Douglas Fowley (Doc Holliday), Connie Gilchrist (Pinky Tomlinson), Paul Brinegar (sindaco Kelley), Lou Krugman (Dan Searls), Bill Coontz (Circle Star Ranch Hand), Jimmy Noel (cittadino Giving Donation), Charles Perry (cittadino), 'Snub' Pollard (barista), Buddy Roosevelt (Circle Star Ranch Hand), Brick Sullivan (Deputy), Jack Tornek (Town Councilman)

## Shoot to Kill
- Prima televisiva: 8 ottobre 1957

### Trama
- Guest star: Myron Healey (Tom McCallister), Barbara Bestar (Lucy King), Douglas Dick (Dave McCallister), Damian O'Flynn (Doc Goodfellow), Paul Brinegar (sindaco Kelley), Bill Coontz (cittadino), Michael Jeffers (barista), Jimmy Noel (frequentatore bar), Buddy Roosevelt (cittadino), William Tannen (Deputy Hal Norton)

## Wells Fargo vs. Doc Holliday
- Prima televisiva: 15 ottobre 1957

### Trama
- Guest star: Douglas Fowley (Doc Holliday), Carol Stone (Kate Holliday), Paul Brinegar (sindaco Kelley), Damian O'Flynn (giudice Tobin), Francis De Sales (Mr. Pagett), Bill Coontz (Grogan Gang Member), Ray Kellogg (Foreman Clark), Frank Mills (barista), Jimmy Noel (Grogan Gang Member), Bud Osborne (Sam Reinke - conducente della diligenza), Earl Parker (Grogan Gang Member), Buddy Roosevelt (Grogan Gang Member), Phil Schumacher (Grogan Gang Member), William Tannen (Deputy Hal Norton), Carleton Young (Skulky Grogan)

## Warpath
- Prima televisiva: 22 ottobre 1957

### Trama
- Guest star: Donald Murphy (tenente Clark), Rico Alaniz (Cousin), Rodd Redwing (Brother), Monte Blue (Brave Bull), Michael Carr (Young Wolf), Paul Brinegar (sindaco Kelley), Bill Coontz (Pawnee Indian), Ken Curtis (maggiore Hendericks), Ethan Laidlaw (Worker Assembling Guns), Fred McDougall (Pawnee Indian), Jimmy Noel (Worker Assembling Guns), Buddy Roosevelt (Worker Assembling Guns), Milan Smith (Pawnee Indian), Brick Sullivan (Deputy Brick), William Tannen (Deputy Hal Norton)

## Hung Jury
- Prima televisiva: 29 ottobre 1957

### Trama
- Guest star: Damian O'Flynn (giudice Tobin), Jonathan Hole (Heber Morse), Holly Harris (Cathie Morse), Mark Dana (Dan Bolton), Paul Bryar (Reb Thomas), William Tannen (Deputy Hal Norton), Chet Brandenburg (cittadino), Archie Butler (cittadino), Bill Coontz (Ned), Hal Gerard (rappresentante giuria), Ethan Laidlaw (cittadino), Frank Mills (giurato), Jimmy Noel (giurato), Tex Palmer (cittadino), Charles Perry (giurato), Buddy Roosevelt (giurato)

## Little Pistol
- Prima televisiva: 5 novembre 1957

### Trama
- Guest star: Douglas Fowley (Doc Holliday), Carol Stone (Kate Holliday), Tina Thompson (Susan Leonard), Glenn Strange (One-Eye Milburn), Bill Coontz (membro della banda), Michael Jeffers (frequentatore bar), Ethan Laidlaw (membro della banda), Wayne Mallory (Deputy Ted), Frank Mills (barista), Jimmy Noel (membro della banda), Tex Palmer (cittadino), Cosmo Sardo (barista), William Tannen (Deputy Hal Norton), Glen Turnbull (Rocky)

## The Magic Puddle
- Prima televisiva: 12 novembre 1957

### Trama
- Guest star: Paul Brinegar (sindaco Jim Kelley), Douglas Fowley (dottor John H. Holliday), Freeman Morse (Milton G. Durkin), Damian O'Flynn (giudice Tobin), Carol Stone (Kate Holliday), Aline Towne (Jenny Durkin), Chet Brandenburg (Muleskinner), Archie Butler (cittadino), Phil Chambers (Pat Dunn), Bill Coontz (Muleskinner), Herman Hack (Muleskinner), Ethan Laidlaw (Muleskinner), Jimmy Noel (Ducey), Tex Palmer (cittadino), Buddy Roosevelt (Donaldson), Brick Sullivan (Deputy), William Tannen (Deputy Hal Norton), Bob Woodward (Muleskinner)

## Mr. Buntline's Vacation
- Prima televisiva: 19 novembre 1957

### Trama
- Guest star: Lloyd Corrigan (Ned Buntline), Robert Lowery (Vincent Slade), Jim Bannon (tenente Charles Wharton), William Tannen (Deputy Hal Norton), X Brands (Deputy Ted), Bill Coontz (fuorilegge), Fred Graham (Mel), Jimmy Noel (Stableman), Buddy Roosevelt (frequentatore bar), Bob Woodward (fuorilegge)

## Fortitude
- Prima televisiva: 26 novembre 1957

### Trama
- Guest star: Douglas Fowley (Doc Holliday), Carol Stone (Kate Holliday), Paul Brinegar (sindaco Kelley), Damian O'Flynn (Doc Goodfellow), William Henry (Lon Ashby), Sam Flint (giudice Jewett), William Phipps (Clinton Collins - Globe Reporter), William Tannen (Deputy Hal Norton), Chet Brandenburg (Association Member), Bill Coontz (Curley), Virginia Dale (Gene), Leonard P. Geer (Ashby Henchman), Herman Hack (Association Member), Ethan Laidlaw (Allen), Fred McDougall (Gunman), Jimmy Noel (Regan), Buddy Roosevelt (Pete Spence), Brick Sullivan (Deputy)

## The Good and Perfect Gift
- Prima televisiva: 3 dicembre 1957

### Trama
- Guest star: Douglas Fowley (Doc Holliday), Carol Stone (Kate Holliday), Tiger Fafara (Benny Burkett), Damian O'Flynn (giudice Tobin), Grant Richards, Chet Brandenburg (frequentatore bar), Michael Jeffers (giocatore di poker), William Tannen (Deputy Hal Norton)

## Indian Wife
- Prima televisiva: 10 dicembre 1957

### Trama
- Guest star: Rico Alaniz (Cousin), Lane Bradford (Two Moon), Richard Garland (Dick Melaney), Rodd Redwing (Brother), William Tannen (Deputy Hal Norton), Carol Thurston (Laura Melaney), Sheb Wooley (Rex Jones)

## Woman Trouble
- Prima televisiva: 17 dicembre 1957

### Trama
- Guest star: Paul Brinegar (sindaco Kelley), Mason Alan Dinehart (Bat Masterson), Nancy Hadley (Jennie Brand), Rex Lease (Brother William)

## Shadow of a Man
- Prima televisiva: 24 dicembre 1957

### Trama
- Guest star:

## Bad Woman
- Prima televisiva: 31 dicembre 1957

### Trama
- Guest star: Fay Baker (Marie Burden), Paul Brinegar (sindaco Kelley), Chris Drake (Lance Morfit), Don Hayden (Dan Burden), Damian O'Flynn (Doc Goodfellow), William Tannen (Deputy Hal Norton), Bill Coontz (Hotel Guest), Lester Dorr (impiegato dell'hotel), Jimmy Noel (Messenger)

## One-Man Army
- Prima televisiva: 7 gennaio 1958

### Trama
- Guest star: Robert Anderson (Drum Denman), Sue George (Sally Davis), Mauritz Hugo (Zinner), William Phipps, Fred Sherman (Callum)

## The General's Lady
- Prima televisiva: 14 gennaio 1958

### Trama
- Guest star: John Goddard, Dorothy Green (Elizabeth Bacon Custer), Bob Hopkins (Chris Hendon), Freeman Lusk (capitano), Bing Russell (sergente Turner), Joseph Vitale

## The Manly Art
- Prima televisiva: 21 gennaio 1958

### Trama
- Guest star: Roy Barcroft, Tom Brown (Burroughs), Ron Hagerthy (Bob Fitzsimmons), Ed Hinton (Moresby)

## Sweet Revenge
- Prima televisiva: 28 gennaio 1958

### Trama
- Guest star: Marjorie Owens (Barbara Phillips), Robert Patten (Deputy Hogan), William Challee (Dundee), William Tannen (Deputy Hal Norton), John Marshall (Wallace)

## The Imitation Jesse James
- Prima televisiva: 4 febbraio 1958

### Trama
- Guest star: Keith Richards (Henry Harrison Hammer), Sam Flint (Limestone Parker), Larry J. Blake (Mr. Wilson), Damian O'Flynn (Doc Goodnight), William Tannen (Deputy Hal Norton), Bud Osborne (Sam Landale), Chet Brandenburg (giocatore di poker), Michael Jeffers (barista), Ethan Laidlaw (spettatore processo), Jimmy Noel (passeggero diligenza), Buddy Roosevelt (spettatore processo), Fred Sherman (Sloan)

## The Kansas Lily
- Prima televisiva: 11 febbraio 1958

### Trama
- Guest star: Craig Duncan (Nate), Peggy Knudsen (Lily Reeve), Zon Murray (Gus)

## Wyatt Earp Rides Shotgun
- Prima televisiva: 18 febbraio 1958

### Trama
- Guest star: Isabel Randolph (nonna Wilkins), Mason Alan Dinehart (Bat Masterson), Bill Coontz (Purvis Gang Member), Harry Fleer (Tom Russell), Reed Howes (Purvis Gang Member), Don Kennedy (Sam Price), Ethan Laidlaw (Purvis Gang Member), Tom London (Lee Clayton), Tom Monroe (Dan Purvis), Jimmy Noel (Station Agent), Hank Patterson (Milt), Buddy Roosevelt (Purvis Gang Member), William Tannen (Deputy Hal Norton), Will J. White (Ned Hilling)

## Wyatt Fights
- Prima televisiva: 25 febbraio 1958

### Trama
- Guest star: Leonard Penn (Jim Cockrell), Grant Richards (Luke Short), Wayne Mallory (Deputy Louie)

## Ballad and Truth
- Prima televisiva: 4 marzo 1958

### Trama
- Guest star: Henry Rowland (Tex McKay), Mason Alan Dinehart (Bat Masterson), Holly Bane (Mike Denby), Tyler McVey (Bates), Ralph Sanford, Frank Wilcox (Les Piersall), George Baxter (giudice Wilson), Chet Brandenburg (Railroad Worker), Bill Coontz (Railroad Worker), Ethan Laidlaw (Joe - Denby Man), Jimmy Noel (Railroad Worker), Buddy Roosevelt (Piersall Foreman)

## The Schoolteacher
- Prima televisiva: 11 marzo 1958

### Trama
- Guest star: Rico Alaniz (Esteban), William Bryant (Ed Watkins), Bill Cassady (dottor McCarty), Genie Coree (Maria), Douglas Dick (Billy Hanley)

## When Sherman Marched Through Kansas
- Prima televisiva: 18 marzo 1958

### Trama
- Guest star: Thayer Roberts (generale William Tecumseh Sherman), Sally Hughes (Sophie Hanson), Paul Brinegar (sindaco Kelley), Damian O'Flynn (giudice Tobin), Don Beddoe (Arthur Ashburton), William Tannen (Deputy Hal Norton), Pierre Watkin (colonnello Bankhead), Archie Butler (cittadino), Bill Coontz (cittadino / Brawler), Ethan Laidlaw (cittadino / Barfly), Rod McGaughy (frequentatore bar), Tyler McVey (Jim Bates), Brad Morrow (Link Hanson), Jimmy Noel (cittadino), Buddy Roosevelt (cittadino / Barfly), Jack Tornek (cittadino with Rifle), Bob Woodward (Sherman's Driver)

## Big Brother Virgil
- Prima televisiva: 25 marzo 1958

### Trama
- Guest star: Mason Alan Dinehart (Bat Masterson), Michael Emmet (Larry Herrick), Marc Platt (Mel Herrick)

## It Had to Happen
- Prima televisiva: 1º aprile 1958

### Trama
- Guest star: Alan Wells (George Hoyt), Paul Brinegar (sindaco Kelley), Mason Alan Dinehart (Bat Masterson), Marjorie Stapp (Daisy), Bill Cassady (dottor McCarty), Harry Tyler (Bar Owner), Jack Mulhall (Man Hiring Hoyt), Bill Coontz (frequentatore bar), Sam Harris (Undertaker), Wayne Mallory (Deputy Louie), Jimmy Noel (Big T Man), Buddy Roosevelt (barista), William Tannen (Deputy Hal Norton)

## County Seat War
- Prima televisiva: 8 aprile 1958

### Trama
- Guest star: Carolyn Craig (Edna Granger), Ralph Peters (Honky), Frank J. Scannell (giudice Franklin)

## One
- Prima televisiva: 15 aprile 1958

### Trama
- Guest star: Tommy Cook (Will Dade), Rico Alaniz (Cousin), Bill Cassady (dottor McCarthy), Stuart Randall (Rupe Prentice), Mason Alan Dinehart (Bat Masterson), Walter Maslow (Dick Averill), Hal Baylor (Sam Wilson), Chet Brandenburg (cittadino), Michael Carr (Young Wolf), Bill Coontz (cittadino), Michael Jeffers (cittadino), Ethan Laidlaw (cittadino), Rodd Redwing (Brother)

## The Underdog
- Prima televisiva: 22 aprile 1958

### Trama
- Guest star: John Cliff (Dick Jackson), Brad Johnson (Hurley Abbott), Dennis Moore (Hugh Jackson), Fay Roope (zio George Jackson), Peggy Stewart (Etta Jackson)

## Two
- Prima televisiva: 29 aprile 1958

### Trama
- Guest star: Mason Alan Dinehart (Bat Masterson), Michael Carr (Young Wolf), Jim Bannon, Walter Maslow (Dick Averill), Stuart Randall (Rufe Prentice), Tommy Cook (Will Dade), Warren Douglas, Hal Baylor (Sam Wilson), Bill Coontz (fuorilegge at Camp)

## Doc Holliday Rewrites History
- Prima televisiva: 6 maggio 1958

### Trama
- Guest star: Myron Healey (Doc Holliday), Paul Brinegar (sindaco Kelley), Damian O'Flynn (giudice Tobin), Henry Rowland (Morris), Robert Nichols (professore Jordan), William Tannen (Deputy Hal Norton), Harry Antrim (Mr. Anson), Bill Catching (Williams Ranch Hand), Michael Jeffers (Mike), Ethan Laidlaw (membro linciaggio), 'Snub' Pollard (cittadino), Buddy Roosevelt (Williams), Jack Tornek (cittadino)

## Three
- Prima televisiva: 13 maggio 1958

### Trama
- Guest star: Rico Alaniz (Cousin), Hal Baylor (Sam Wilson), Dehl Berti, Michael Carr (Young Wolf), Tommy Cook (Will Dade), Mason Alan Dinehart (Bat Masterson), Walter Maslow (Dick Averill), Damian O'Flynn (giudice Tobin), Stuart Randall (Rupe Prentice), Morgan Woodward (capitano Langley), Fred Carson (Texas Ranger), Bill Coontz (Ambusher), Reed Howes (Texas Ranger), Jimmy Noel (Ambusher), Buddy Roosevelt (Ambusher), Fred Sherman (Bracos Tavern Proprietor)

## Dig a Grave for Ben Thompson
- Prima televisiva: 20 maggio 1958

### Trama
- Guest star: Paul Brinegar (sindaco Kelley), Paul Fierro (Valdez), Myron Healey (Doc Holliday), Adele Mara (ragazza), Denver Pyle (Ben Thompson), William Tannen (Deputy Hal Norton), Lorna Thayer (ragazza), Lester Dorr (impiegato dell'hotel), Michael Jeffers (Mike - Dealer), Ethan Laidlaw (cittadino Getting Wyatt), Jimmy Noel (Charlie - Gunman), Buddy Roosevelt (frequentatore bar Backedout of Saloon)

## Four
- Prima televisiva: 27 maggio 1958

### Trama
- Guest star: Rico Alaniz (Cousin), Trevor Bardette (Crump Elliott), Michael Carr (Young Wolf), Mason Alan Dinehart (Bat Masterson), Shirley Patterson (Blanche), Stuart Randall (Rupe Prentice), Bill Catching (ladro di bestiame), Zon Murray (ladro di bestiame)

## The Frame-Up
- Prima televisiva: 3 giugno 1958

### Trama
- Guest star: Gregg Barton (Red Smith), John Hubbard (Tim Maxwell), Peter Mamakos (Cy Johnson)

## My Husband
- Prima televisiva: 10 giugno 1958

### Trama
- Guest star: Myron Healey (Doc Holliday), Damian O'Flynn (giudice Tobin), Carol Stone (Kate Holliday)